# Kosmos 111
Kosmos 111  (Russisch: Космос 111) was de eerste poging van de Sovjet-Unie om een ruimtevaartuig in een baan om de Maan te brengen.
Het ontwerp was waarschijnlijk identiek aan de latere Loena 10, die succesvol was.
Kosmos 111 werd gelanceerd op 1 maart 1966 en mislukte. De bovenste rakettrap, Blok L, begon te rollen en kon het vaartuig niet richting Maan sturen. Twee dagen later viel het terug in de aardatmosfeer.